# Милада Хоракова
Милада Хоракова (на чешки: Milada Horáková) е чехословашки политик, юрист и обществен деец. Известне е в Чехия и Словакия с показния процес, който Чехословашката комунистическа партия организира срещу нея и хора от опозизионния кръг около нея.

## Биография
Родена е като Милада Кралова на 25 декември 1901 година в Прага, тогава Австро-Унгария, днес в Чехия. Има по-голяма сестра и по-малък брат, които умират от скарлатина през 1914 година. Година по-късно се ражда последното дете в семейството на родителите ѝ – дъщерята Вера.
Децата са възпитавани в патриотизъм и да се интересуват от обществения живот. Бащата е поддръжник на партията на Томаш Масарик, първият президент на Чехословакия.
Милада учи в девическа гимназия в родния си град. Изключена е от училище защото участва в забранена анти-военна демонстрация. През 1921 година завършва друго девическо училище. Присъединява се към Чехословашкия червен кръст. Новосъздадената държава и желанието ѝ да помогне на съгражданите си след войната са причините да стане член на организацията. Милада е активен доброволец и дори се запознава с Алис Масарикова, която е директор на организацията и дъщеря на Томаш Масарик.
През 1926 година Хоракова завършва Юридическия факултет на Карловия университет в Прага. Като студентка се запознава с бъдещия си съпруг Бохуслав Хорак, за когото се омъжва на 15 февруари 1927 година. Семейството на нейния съпруг принадлежи към Моравската църква, което е причината тя и нейните родители да се присъединат към същата църква преди сватбата. Моравската църква оказва силно влияние върху Хоракова, възпитавайки в нея силно чувство за морал.